# Forças Armadas de Libertação Nacional (Venezuela)

As Forças Armadas de Libertação Nacional (em castelhano:  Fuerzas Armadas de Liberación Nacional, FALN) foi uma organização guerrilheira criada pelo Partido Comunista da Venezuela (PCV) em 1962, como braço armado da Frente de Libertação Nacional para dar forma aos grupos rebeldes nascentes que começaram a atuar no país para derrubar pela força o governo de Rómulo Betancourt.
Após a política de pacificação e legalização do Partido Comunista em 1969 realizada durante a presidência de Rafael Caldera, as frentes guerrilheiras comandadas pelo PCV permanecem inoperantes. No entanto, as células das FALN que seguiram o Partido da Revolução Venezuelana mantiveram-se vigentes até o final da década de 1970.
As principais figuras do movimento foram Luben Petkoff e Douglas Bravo.
Segundo o ex-oficial de inteligência cubano Ulises Estrada, a criação das FALN fazia parte de uma política de apoio de Fidel Castro aos movimentos armados na América Latina após o triunfo da Revolução Cubana em 1 de janeiro de 1959.

## Contexto
No início da década de 1960, vários movimentos guerrilheiros surgiram na Venezuela, favorecidos por vários fatores: a presença de movimentos de extrema esquerda habituados à clandestinidade que haviam desempenhado sob o governo de Marcos Pérez Jiménez e a aproximação cada vez maior do governo de Rómulo Betancourt com os Estados Unidos. Vários movimentos guerrilheiros surgem nas montanhas de El Charal, no estado de Lara, nas montanhas de Aroa (sob o comando de Luben Petkoff), na Serra de Turimiquire  e finalmente no estado de Falcón sob o comando de Douglas Bravo. Os movimentos guerrilheiros se estruturam aos poucos e contam com forte presença na cidade e na universidade. Em 2 de fevereiro de 1963, representantes dos principais movimentos guerrilheiros da Venezuela se reuniram e concordaram em fundar as FALN, que assim agrupavam quase todas as forças guerrilheiras atuantes no país. O programa de cinco pontos das FALN visava " fazer respeitar a soberania e a independência nacional, defender o patrimônio e a riqueza nacional, apoiar as autoridades instituídas pela revolução, proteger os interesses do povo, estabelecer um estado revolucionário, nacional e democrático".

## Atividade
Entre as ações notáveis das FALN durante o mandato presidencial de Rómulo Betancourt, pode-se citar o sequestro durante uma semana a partir de 12 de fevereiro de 1963 de um cargueiro, o Anzoátegui, trazido para águas territoriais brasileiras ou o sequestro do centroavante do Real Madrid Alfredo Di Stéfano em Caracas em 24 de agosto de 1963 (seria libertado em 26 de agosto), em ambos os casos por comandos que incluíam Paul del Rio, vulgo Máximo Canales, e José Rómulo Niño.